# Daria Kondakova
Pour les articles homonymes, voir Kondakova.
Daria Vladimirovna Kondakova (en russe : Дарья Владимировна Кондакова) est une ancienne championne de gymnastique rythmique russe, née le 30 juillet 1991 à Sotchi, Russie. Elle était entraînée par Anna Shumilova.

## Biographie
Daria (de son surnom Dasha) est née en Russie, à Sotchi, le 30 juillet 1991.
Elle se fait remarquer en 2006, lorsqu'elle remporte le titre de championne d'Europe Junior au ruban. En 2009, la gymnaste « perce » vraiment dans le monde de la gymnastique rythmique, en remportant la deuxième place au concours général individuel aux championnats mondiaux à Mie, derrière sa compatriote Evgenia Kanaeva.
Daria Kondakova est une grande gymnaste possédant beaucoup de grâce et d'expression. Elle atteint une extrême rapidité dans ses enchaînements, se montre toujours dynamique sur le praticable et maîtrise à la perfection tous les engins. Sa personnalité et son charisme séduisent beaucoup le public, elle possède de nombreux fans à travers le monde. La gymnaste russe excelle en pivots ; elle enchaîne avec aisance des dizaines de tours.

## Saison 2011
En 2011, Daria participe aux championnats du Monde, à Montpellier, où elle s'empare de l'argent à tous les engins, et au concours général individuel, ainsi que l'or au concours par équipe, confirmant sa place de deuxième meilleure gymnaste mondiale actuelle.

## Saison 2012
Daria entame la saison en remportant les test-events de Londres en janvier, et le Grand Prix de Moscou en mars. 
Mais à partir du Grand Prix de Thiais, elle enchaîne les blessures, notamment à l'épaule et au genou. Elle offre des performances de plus en plus semées d'erreurs, dues aux blessures. 
Plus tard dans la saison, elle est par deux fois opérée du genou à la suite d'une rupture des ligaments croisés. Il lui est donc impossible de participer aux Jeux olympiques de Londres, et elle est rapidement remplacée par sa compatriote Daria Dmitrieva, qui décroche l'argent. De récentes interviews et une déclaration officielle confirment l'arrêt de la carrière de Daria Kondakova, qu'on verra sur les praticables pour la dernière fois durant la Coupe du Monde de Sofia, en 2012. Elle reste pour beaucoup la seule gymnaste à avoir pu rivaliser avec son adversaire et compatriote double championne olympique, Evgenia Kanaeva.

## Palmarès

### Championnats du monde
- 2009
  -  médaille d'or au concours général par équipes.
  -  médaille d'argent au concours général individuel.
  -  médaille d'argent à la corde.
  -  médaille d'argent au cerceau.

- Moscou 2010
  -  médaille d'or au concours général par équipes.
  -  médaille d'or à la corde.
  -  médaille d'argent au concours général individuel.
  -  médaille d'argent au cerceau.
  -  médaille d'argent au ruban.

- Montpellier 2011
  -  médaille d'or au concours général par équipes.
  -  médaille d'argent au concours général individuel.
  -  médaille d'argent au cerceau.
  -  médaille d'argent au ballon.
  -  médaille d'argent aux massues.
  -  médaille d'argent au ruban.

### Championnats d'Europe
- Brême 2010
  -  médaille d'argent au concours général individuel.
- Minsk 2011
  -  médaille d'or au concours général par équipes.
  -  médaille d'argent au cerceau.
  -  médaille d'argent au ruban.
  -  médaille de bronze au ballon.